# Тимирязево (Крым)
Тимиря́зево (до 1948 года Каранку́т Ру́сский, ранее Карангу́т-Ойра́т; укр. Тімірязєве, крымскотат. Qaranğut Oyrat, Къарангъут Ойрат) — село в Джанкойском районе Республики Крым, входит в состав Яркополенского сельского поселения (согласно административно-территориальному делению Украины — Яркополенского сельского совета Автономной Республики Крым).

## Население
| 2001 | 2014 |
| ---- | ---- |
| 253  | ↘219 |

Всеукраинская перепись 2001 года показала следующее распределение по носителям языка
| Язык             | Процент |
| ---------------- | ------- |
| русский          | 47,04   |
| крымскотатарский | 44,27   |
| украинский       | 8,3     |
| другие           | 0,4     |

### Динамика численности
| - 1805 год — 78 чел. - 1889 год — 197 чел. - 1892 год — 33 чел. - 1900 год — 69 чел. - 1915 год — 24/8 чел. - 1918 год — 57 чел. - 1926 год — 90 чел. | - 1939 год — 162 чел. - 1989 год — 203 чел. - 2001 год — 253 чел. - 2009 год — 245 чел. - 2014 год — 219 чел. |

## Современное состояние
На 2017 год в Тимирязеве числится 2 улицы — Мичурина и Садовая; на 2009 год, по данным сельсовета, село занимало площадь 40,5 гектара на которой, в 91 дворе, проживало 245 человек.

## География
Тимирязево — село на юге района, в Крымской степи, между автотрассой Москва — Симферополь и железной дорогой Джанкой — Севастополь, высота над уровнем моря — 32 м. Ближайшие сёла: Рощино в 0,5 км на восток и Отрадное примерно в 1,5 километрах на запад, там же ближайшая железнодорожная станция — Отрадная. Расстояние до райцентра — около 13 километров (по шоссе). Транспортное сообщение осуществляется по региональной автодороге 35Н-182 Славянка — Тимирязево (по украинской классификации — С-0-10458).

## История
Село Каранкут русский был основан на месте старинного татарского селения, с названием Карангит-Ойрат, которое со временем трансформировалось в просто Карангит, иногда Карангут или Каранкут. Впервые в исторических документах название встречается в Камеральном Описании Крыма… 1784 года, судя по которому, в последний период Крымского ханства Карайкет Воират входил в Орта Чонгарский кадылык Карасубазарского каймаканства. После присоединения Крыма к России (8) 19 апреля 1783 года, (8) 19 февраля 1784 года, именным указом Екатерины II сенату, на территории бывшего Крымского Ханства была образована Таврическая область и деревня была приписана к Перекопскому уезду. После Павловских реформ, с 1796 по 1802 год, входила в Перекопский уезд Новороссийской губернии. По новому административному делению, после создания 8 (20) октября 1802 года Таврической губернии, Карангит-Ойрат был включён в состав Кокчора-Киятской волости Перекопского уезда.
По Ведомости о всех селениях в Перекопском уезде состоящих с показанием в которой волости сколько числом дворов и душ… от 21 октября 1805 года, в деревне Карандит-Вейрат  числилось 14 дворов, 70 крымских татар и 8 крымских цыган. На военно-топографической карте генерал-майора Мухина 1817 года деревня Каранут-Ойрат обозначена с 15 дворами. После реформы волостного деления 1829 года, уже просто Карангит, согласно «Ведомости о казённых волостях Таврической губернии 1829 года», остался в составе Кокчоракиятской волости. На карте 1836 года в деревне 14 дворов. Видимо, вследствие эмиграции крымских татар в Турцию, деревня опустела и на карте 1842 года Карангит обозначен условным знаком «малая деревня», то есть, менее 5 дворов.
В 1860-х годах, после земской реформы Александра II, деревню приписали к Байгончекской волости. На трёхверстовой карте 1865 года деревня ещё обозначена, а, согласно «Памятной книжке Таврической губернии за 1867 год», деревня Карангит была покинута жителями в 1860—1864 годах, в результате эмиграции крымских татар, особенно массовой после Крымской войны 1853—1856 годов, в Турцию и оставалась в развалинах и на карте, с корректурой 1876 года, её уже нет. А, по «Памятной книге Таврической губернии 1889 года», по результатам Х ревизии 1887 года, в деревне Карангит записано 33 двора и 197 жителей.
После земской реформы 1890 года, деревню приписали к Тотанайской волости того же уезда. Согласно «…Памятной книжке Таврической губернии на 1892 год» в селе Карангут, приписанном только к волости, числилось 33 жителя в 4 домохозяйствах. По «…Памятной книжке Таврической губернии на 1900 год», в Карангуте, составлявшем Карангутское сельское общество, числилось 69 жителей в 10 дворах.  По Статистическому справочнику Таврической губернии. Ч.II-я. Статистический очерк, выпуск пятый Перекопский уезд, 1915 год, в деревне Карангут Тотанайской волости Перекопского уезда числилось 6 дворов с немецким населением в количестве 24 человек приписных жителей и 8 «посторонних» (в 1918 году — 57 человек).
После установления в Крыму Советской власти, по постановлению Крымревкома от 8 января 1921 года № 206 «Об изменении административных границ» была упразднена волостная система и в составе Джанкойского уезда был создан Джанкойский район. В 1922 году уезды преобразовали в округа. 11 октября 1923 года, согласно постановлению ВЦИК, в административное деление Крымской АССР были внесены изменения, в результате которых округа были ликвидированы, основной административной единицей стал Джанкойский район и село включили в его состав. Согласно Списку населённых пунктов Крымской АССР по Всесоюзной переписи 17 декабря 1926 года, в селе Карангит-Ойрат, Марьинского сельсовета Джанкойского района, числилось 19 дворов, все крестьянские, население составляло 90 человек, из них 87 татар, 2 украинцев, и 1 немец. В 1935 году, при разукрупнении районов, из Джанкойского района часть сёл, в том числе Карангит-Ойрат, была передана в новый, немецкий национальный (лишённый статуса национального постановлением Оргбюро ЦК КПСС от 20 февраля 1939 года) Тельманский район (переименованный указом ВС РСФСР № 621/6 от 14 декабря 1944 года в Красногвардейский). По данным всесоюзной переписи населения 1939 года в селе проживало 162 человека.
В 1944 году, после освобождения Крыма от фашистов, согласно Постановлению ГКО № 5859 от 11 мая 1944 года, 18 мая крымские татары были депортированы в Среднюю Азию. С 25 июня 1946 года Каранкут в составе Крымской области РСФСР. Указом Президиума Верховного Совета РСФСР от 18 мая 1948 года село, как Каранкут русский Красногвардейского района переименовали в Тимирязево. 26 апреля 1954 года Крымская область была передана из состава РСФСР в состав УССР. В начале 1950-х годов во время второй волны переселения, район заселялся колхозниками из различных областей Украины. Время включения в Яркополенский сельсовет пока не установлено: на 15 июня 1960 года село уже числилось в его составе. 1 января 1965 года, указом Президиума ВС УССР «О внесении изменений в административное районирование УССР — по Крымской области», село включили в состав Джанкойского. По данным переписи 1989 года в селе проживало 203 человека. С 12 февраля 1991 года село в восстановленной Крымской АССР, 26 февраля 1992 года переименованной в Автономную Республику Крым. С 21 марта 2014 года в составе Крыма аннексировано Россией.
По данным Яркополенского сельсовета ранее село называлось Барлоск и даже было центром сельсовета, но ни в одном из документов такое название больше не встречается.